# Hosseini Nassab
Seyyed Reza Hosseini Nassab (* 1959 in Yazd, Iran) ist ein schiitischer Ajatollah in Kanada und Präsident der schiitischen Ahlul Bayt Assembly in Kanada.

## Leben
Hosseini Nassab wurde als Sohn eines Bauern in der Nähe von Yazd geboren. Im Jahr 1976 ging er nach Qom und studierte dort Logik, Recht, scholastische Theologie, Philosophie, Hadithwissenschaften und Astronomie. Er promovierte in den islamischen Wissenschaften und begann eine Lehrtätigkeit an der Theologischen Hochschule von Qom in den Fächern Logik, Recht und Philosophie.
Im Jahr 1989 ging Nassab für einige Monate und dann ab 1991 ins kanadische Toronto, wo er vier Jahre lang als Geistlicher und Leiter des Islamischen Zentrums tätig war. Er gründete dort das Islamic Center Wali-Asr, die Islamic Ahlul Bayt Assembly of Canada sowie in Ottawa das Ahlul Bayt Center und die Imam Ridha Theological School. Im Anschluss wurde er im Iran Generaldirektor für islamische Kulturangelegenheiten für Europa und Amerika. In Deutschland leitete er ab 1999 das Islamische Zentrum Hamburg und gründete das Islamische Kulturzentrum in Berlin. Im September 2003 beendete er seine Hamburger Tätigkeit, und kehrte nach Kanada zurück, wo er in Windsor, Ontario die Imam Mahdi Islamic School gründete.
Hosseini Nassab spricht deutsch, arabisch, persisch und englisch.
Bezüglich der von ihm seit 2009 verwendeten Bezeichnung als Großajatollah gab es kontroverse Diskussionen, ob er lange genug in Qom studiert und gewirkt habe, um diesen Titel zu führen.

## Publikationen
Nassab hat über 140 Bücher in verschiedenen Sprachen verfasst, darunter
- Menschwerdung (deutsch)
- Islamic Laws (englisch)
- The Shia responds (englisch)
- Manzoumeh (arabisch)
- Tauzīh al-Masā’il (Erklärung der Probleme)
- Der Prophet (Farsi)
- The Woman's Rights (englisch)